# Beat the Beat: Rhythm Paradise
Beat the Beat: Rhythm Paradise, känt som Rhythm Heaven Fever i Nordamerika och Minna no Rhythm Tengoku i Japan, är ett rytmspel som utvecklats och publicerades av Nintendo till Wii. Det är det tredje spelet i Rhythm Paradise-serien, efter Rhythm Paradise till Nintendo DS. Spelet släpptes i Japan juli 2011, i Nordamerika februari 2012 och i Europa juli 2012. Det är efterföljd av Rhythm Paradise Megamix till Nintendo 3DS.